# کاستلپیتزوتو
کاستلپیتزوتو (به ایتالیایی: Castelpizzuto) یک کومونه در ایتالیا است که در استان ایسرنیا واقع شده‌است.

## خصوصیات
کاستلپیتزوتو ۱۵٫۲ کیلومترمربع مساحت و ۱۵۶ نفر جمعیت دارد.